# Cúp FA

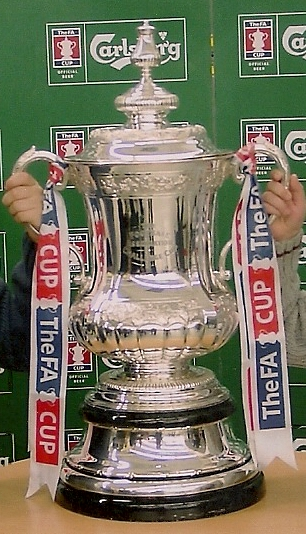
Chiếc cúp FA

Cúp FA (tên tiếng Anh đầy đủ: The Football Association Challenge Cup) là một giải bóng đá loại trực tiếp hàng năm dành cho Nam ở Anh. Được tổ chức lần đầu tiên trong mùa giải 1871–72, đây là giải bóng đá lâu đời nhất trên thế giới. Nó được tổ chức và được đặt theo tên của Liên đoàn bóng đá Anh (FA). Kể từ năm 2015, giải mang tên The Emirates FA Cup vì được tài trợ bởi hãng hàng không Emirates.
Giải bóng đá này dành cho bất kỳ câu lạc bộ bóng đá nào đủ điều kiện tham dự từ cấp độ 10 của hệ thống giải bóng đá Anh. Kỷ lục 763 câu lạc bộ đã thi đấu trong mùa giải 2011–12.
Đội đoạt chức vô địch sẽ nhận được một chiếc cúp FA, đủ điều kiện tham dự UEFA Europa League và một suất tranh Siêu cúp Anh. Tính đến năm 2020, Arsenal là đội đoạt nhiều Cúp FA nhất với 14 lần đăng quang. Đương kim vô địch hiện tại là câu lạc bộ Crystal Palace, đội giành chiến thắng 1-0 trước câu lạc bộ Manchester City ở trận chung kết năm 2025.

## Lịch sử

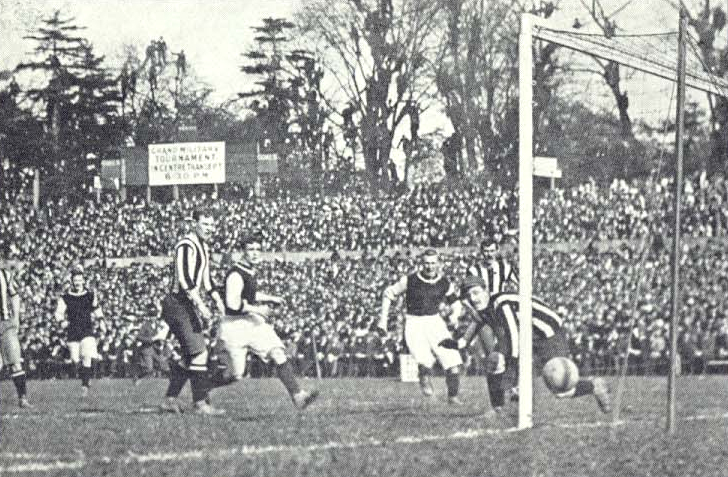
Harry Hampton ghi một trong hai bàn trong trận chung kết Cúp FA 1905, khi Aston Villa đánh bại Newcastle United

Vào năm 1863, khi Hiệp hội Bóng đá (FA) mới được thành lập, họ đã công bố bộ Luật Trò chơi của Bóng đá Hiệp hội, nhằm thống nhất những quy tắc khác nhau đang được sử dụng trước đó. Vào ngày 20 tháng 7 năm 1871, tại văn phòng của báo The Sportsman, Thư ký FA C. W. Alcock đề xuất với ủy ban FA rằng "nên thiết lập một Cúp Thách đấu kết nối với Hiệp hội, trong đó tất cả các câu lạc bộ thuộc Hiệp hội đều được mời tham gia". Vào tháng 11 năm 1871, giải đấu Cúp FA khởi đầu. Sau mười ba trận đấu, Wanderers được vinh danh là người chiến thắng trong trận chung kết, vào ngày 16 tháng 3 năm 1872. Wanderers tiếp tục giành chiếc cúp vào năm tiếp theo. Đến mùa giải 1888–89, giải đấu bắt đầu được củng cố khi các vòng loại được đưa vào.
Sau phiên bản 1914–15, do Thế chiến thứ nhất nổ ra, giải đấu bị hoãn và không tiếp tục cho đến 1919–20. Trận chung kết Cúp FA 1923, thường được gọi là "Trận chung kết Con Ngựa Trắng", diễn ra tại Sân vận động Wembley vừa mới khai trương (lúc đó còn được gọi là Sân vận động Đế chế). Trận chung kết năm 1927 chứng kiến lần đầu tiên bản hát "Abide with Me" được trình diễn tại trận chung kết Cúp, và từ đó đã trở thành một truyền thống trước trận đấu. Do sự bùng phát của Thế chiến thứ hai, giải đấu không diễn ra từ phiên bản 1938–39 cho đến 1945–46. Vì những giai đoạn tạm ngừng do chiến tranh, giải đấu không kỷ niệm năm kỷ niệm tròn cho đến mùa giải 1980–81; không ngạc nhiên rằng trận chung kết đã có bàn thắng của Ricky Villa, sau đó được bình chọn là bàn thắng hay nhất từng được ghi trong một trận chung kết Cúp FA, nhưng sau đó đã bị thay thế bởi Steven Gerrard.
Sau một số rối loạn về luật lệ trong giải đấu đầu tiên, Hiệp hội Bóng đá (FA) quyết định mọi trận hòa sẽ dẫn đến việc tổ chức trận đá lại, với các đội tiếp tục thi đấu trong các trận đá lại tiếp theo cho đến khi có một đội giành chiến thắng cuối cùng. Alvechurch và Oxford City đã thi đấu nhiều trận đá lại nhất trong vòng loại 1971-72, với một cặp đấu kéo dài tới 6 trận. Tuy nhiên, việc tổ chức nhiều trận đá lại đã bị bỏ trong giải đấu chính từ mùa giải 1991-92 và trong vòng loại từ mùa giải 1997-98. Trận đá lại cũng đã được loại bỏ hoàn toàn từ các trận bán kết và trận chung kết mùa giải từ năm 2000, từ tứ kết từ mùa giải 2016-17 và vòng 5 từ mùa giải 2019-20.
Sự phát triển lại của sân vận động Wembley đã khiến cho trận chung kết được tổ chức bên ngoài nước Anh lần đầu tiên, với các trận chung kết từ năm 2001 đến 2006 diễn ra tại Millennium Stadium ở Cardiff. Trận chung kết trở lại Wembley vào năm 2007, và các trận bán kết từ năm 2008 đến nay cũng được tổ chức tại đây.

## Các Sân vận động

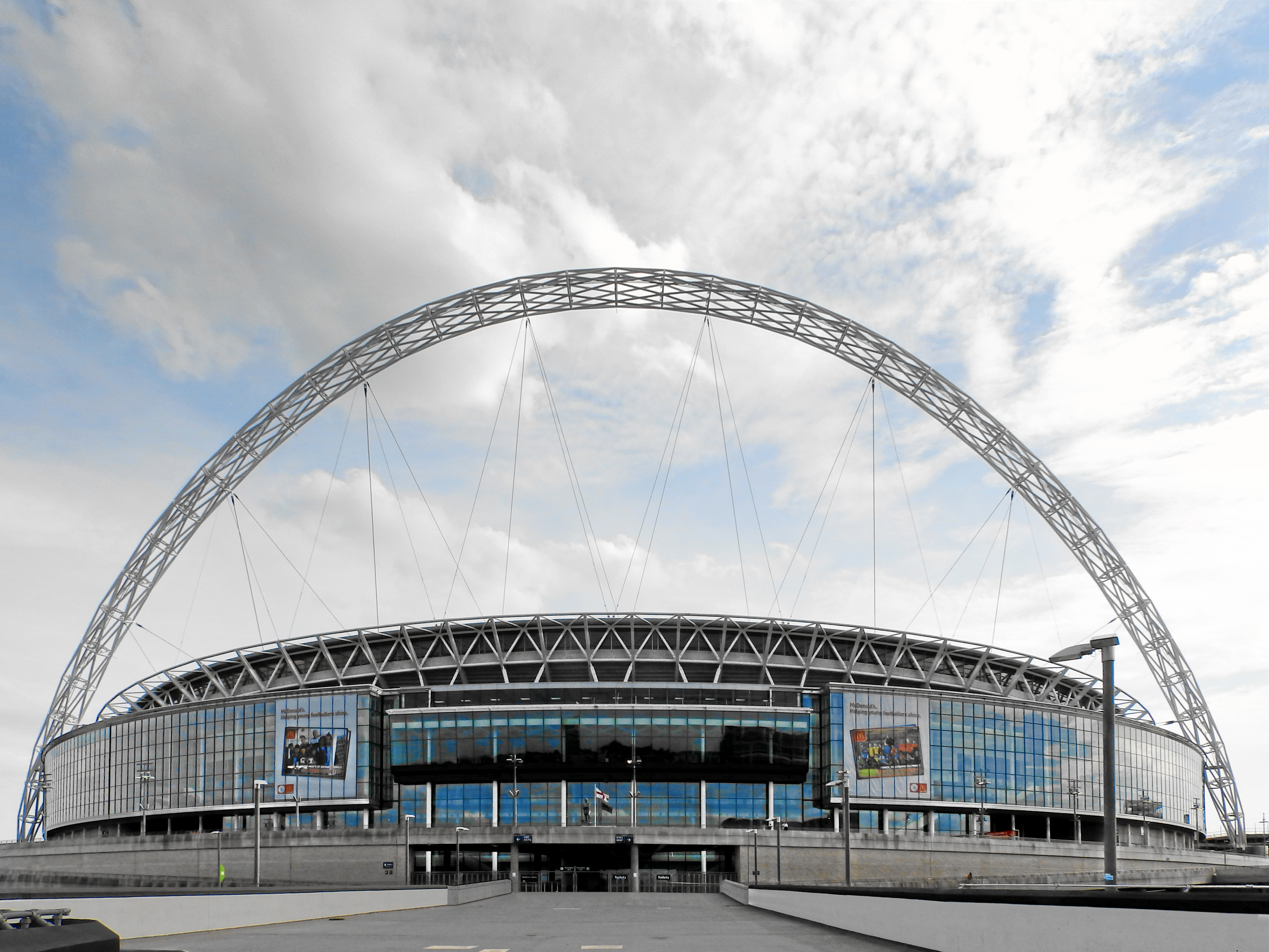
Từ năm 2007, Trận chung kết Cúp FA được tổ chức tại Sân vận động Wembley, trên cơ sở của sân vận động trước đó đã tổ chức trận chung kết từ năm 1923 đến 2000.

Trận đấu trong 12 vòng thi đấu của giải thường được tổ chức tại sân nhà của một trong hai đội. Các trận bán kết và trận chung kết được tổ chức tại một địa điểm trung lập - sân vận động Wembley đã được xây dựng lại.

### Các vòng thi đấu
Trong các trận đấu của 12 vòng thi đấu, đội chơi tại sân nhà được quyết định khi các trận đấu được bốc thăm – đơn giản là đội đầu tiên được bốc thăm cho từng trận đấu. Đôi khi các trận đấu có thể phải được chuyển đến sân vận động khác do sự kiện khác diễn ra, vấn đề an ninh hoặc sân vận động không phù hợp để đón đội mạnh. Tuy nhiên, kể từ năm 2003, các câu lạc bộ không thể di chuyển sân nhà để tăng sức chứa hoặc vì lý do tài chính. Nếu phải di chuyển sân nhà, phải diễn ra tại một địa điểm trung lập và bất kỳ tiền thu thêm nào từ việc di chuyển sẽ được đưa vào quỹ chung. Trong trường hợp hòa, trận đá lại sẽ diễn ra tại sân nhà của đội ban đầu thi đấu trên sân khách.
Trong những thời kỳ có thể tổ chức nhiều trận đá lại, trận đá lại thứ hai (và các trận đá lại tiếp theo) sẽ diễn ra tại sân trung lập. Các câu lạc bộ có thể thỏa thuận tung xúc xắc để quyết định quyền chơi ở sân nhà trong trận đá lại thứ hai.

### Bán kết
Từ năm 2008, các trận bán kết đã chỉ diễn ra tại sân Wembley mới được xây dựng. Điều này đã xảy ra một năm sau khi sân mở cửa và ngay sau khi sân đã tổ chức một trận chung kết (vào năm 2007). Trong thập kỷ đầu của giải đấu, sân Kennington Oval được dùng để tổ chức các trận bán kết. Trong khoảng thời gian từ thập kỷ đầu tiên đó cho đến khi sân Wembley mở cửa lại, các trận bán kết đã diễn ra tại các sân vận động trung lập có sức chứa lớn ở khắp nơi trên nước Anh. Thường thì đây là sân nhà của các đội bóng không tham gia vào trận bán kết, và được chọn sao cho cách xa tương đối giữa hai đội, để đảm bảo tính công bằng trong việc di chuyển. Ba sân vận động được sử dụng nhiều nhất trong khoảng thời gian này là Villa Park ở Birmingham (55 lần), Hillsborough ở Sheffield (34 lần) và Old Trafford ở Manchester (23 lần). Wembley Stadium ban đầu cũng đã được sử dụng bảy lần cho các trận bán kết, từ năm 1991 đến 2000 (trận cuối cùng được tổ chức tại đó), nhưng không phải lúc nào cũng cho các trận đấu có sự tham gia của các đội bóng ở Luân Đôn. Vào năm 2005, cả hai trận bán kết đã được tổ chức tại sân Millennium.
Vào năm 2003, FA đã quyết định sử dụng sân vận động Wembley mới làm địa điểm cố định cho các trận bán kết, nhằm thu hồi khoản nợ liên quan đến việc xây dựng sân vận động này. Quyết định này gặp nhiều ý kiến trái chiều, bởi nó vừa gây bất tiện cho người hâm mộ của các đội ở xa London, vừa làm giảm giá trị đặc biệt của việc thi đấu trận chung kết tại Wembley. Trong việc bảo vệ quyết định này, Liên đoàn bóng đá Anh (FA) cũng đã trích dẫn sự tăng cường về sức chứa mà sân Wembley mang lại, tuy nhiên trận đấu năm 2013 giữa Millwall và Wigan Athletic đã dẫn đến việc đưa ra biện pháp chưa từng thấy khi đặt 6,000 vé bán cho các cổ động viên trung neutral sau khi trận đấu không thể bán hết. Một cuộc thăm dò ý kiến của các cổ động viên do The Guardian tiến hành vào năm 2013 đã phát hiện ra có 86% sự phản đối về việc tổ chức bán kết tại sân Wembley.

### Trận chung kết

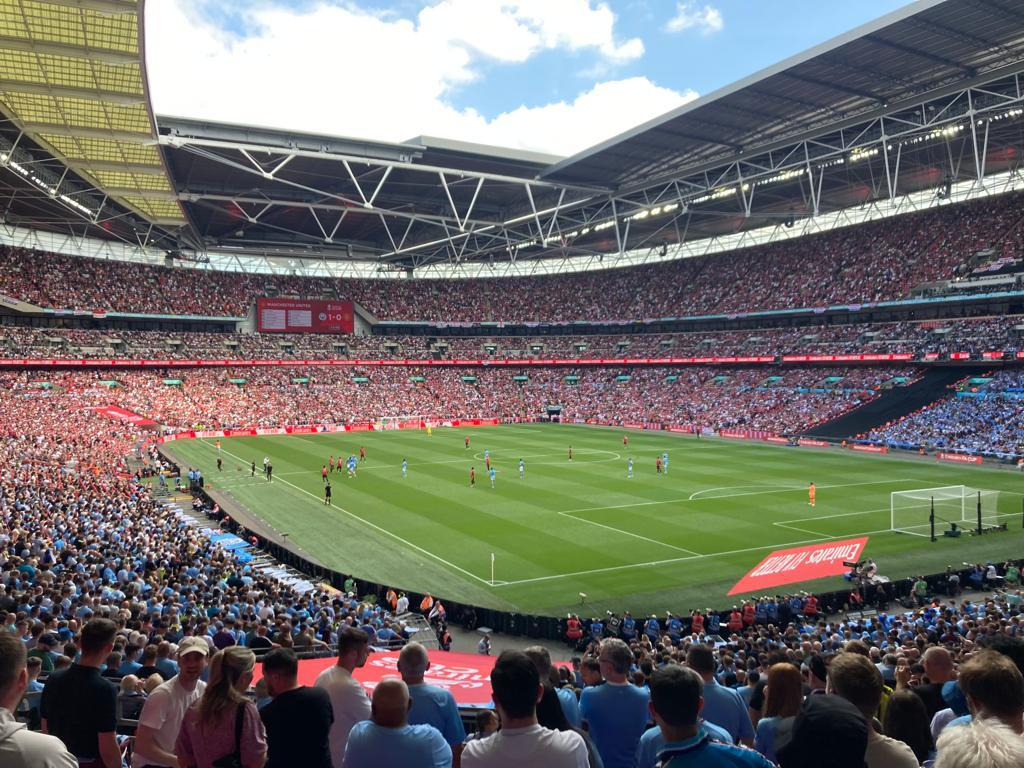
Trận chung kết FA Cup năm 2023 giữa Manchester City và Manchester United

Từ khi sân vận động Wembley Stadium mới được xây dựng và khai trương vào mùa giải 2007, trận chung kết đã diễn ra tại đây. Trong giai đoạn từ năm 2001 đến 2006, do quá trình xây dựng lại, trận chung kết đã được tổ chức tại sân vận động Millennium Stadium tại Cardiff, xứ Wales. Trước khi Wembley được xây mới, trận chung kết diễn ra tại sân vận động gốc là Wembley Stadium ban đầu, từ khi nó khai trương vào mùa giải 1922–23 (lúc đó mang tên Sân vận động Đế chế). Một ngoại lệ trong chuỗi 78 trận chung kết tại Sân vận động Đế chế này (bao gồm cả 5 trận đá lại) là trận tái đấu năm 1970 giữa Leeds United và Chelsea, diễn ra tại Old Trafford ở Manchester.
Trước khi Sân vận động Đế chế khai trương, trong 51 năm trước đó, trận chung kết (bao gồm 8 trận đá lại) đã được tổ chức tại nhiều địa điểm khác nhau, chủ yếu tại London, đặc biệt là sân vận động Kennington Oval và sau đó là Crystal Palace. Tại sân Oval, trận chung kết đã diễn ra 22 lần (kể từ kì thi đấu đầu tiên vào năm 1872 và chỉ trừ 2 lần cho đến năm 1892). Sau đó, Crystal Palace đã tổ chức 21 trận chung kết từ năm 1895 đến năm 1914, với 4 trận đá lại được tổ chức ở nơi khác. Các địa điểm khác tại London bao gồm sân vận động Stamford Bridge từ năm 1920 đến năm 1922 (3 trận chung kết cuối cùng trước khi chuyển đến Sân vận động Đế chế); và sân Lillie Bridge Grounds thuộc Đại học Oxford tại Fulham cho trận chung kết thứ hai trong lịch sử, vào năm 1873.

### Sân cỏ nhân tạo
Từ mùa giải 2014–15 và sau đó, Liên đoàn bóng đá Anh (FA) đã cho phép sử dụng sân cỏ nhân tạo (3G) trong tất cả các vòng đấu của giải đấu. Theo quy định mùa giải 2015-16, sân cỏ nhân tạo phải đạt tiêu chuẩn một sao của FIFA, hoặc hai sao đối với các trận đấu liên quan tới một trong 92 câu lạc bộ chuyên nghiệp. Quyết định này đã được thông qua hai năm trước đó cho việc sử dụng sân cỏ nhân tạo 3G chỉ trong các vòng loại - nếu một đội có sân cỏ nhân tạo tiến xa vào giai đoạn thi đấu chính thức, họ phải chuyển trận đấu của mình đến sân của một đội khác cũng có sân cỏ tự nhiên tham gia được chấp thuận. Dù ban đầu là người ủng hộ mạnh mẽ cho loại sân cỏ này, trận đấu đầu tiên trong giai đoạn thi đấu chính thức được tổ chức trên sân cỏ nhân tạo 3G là trận tái đấu vòng một, được truyền hình tại Gallagher Stadium của đội Maidstone United vào ngày 20 tháng 11 năm 2014.

## Cúp

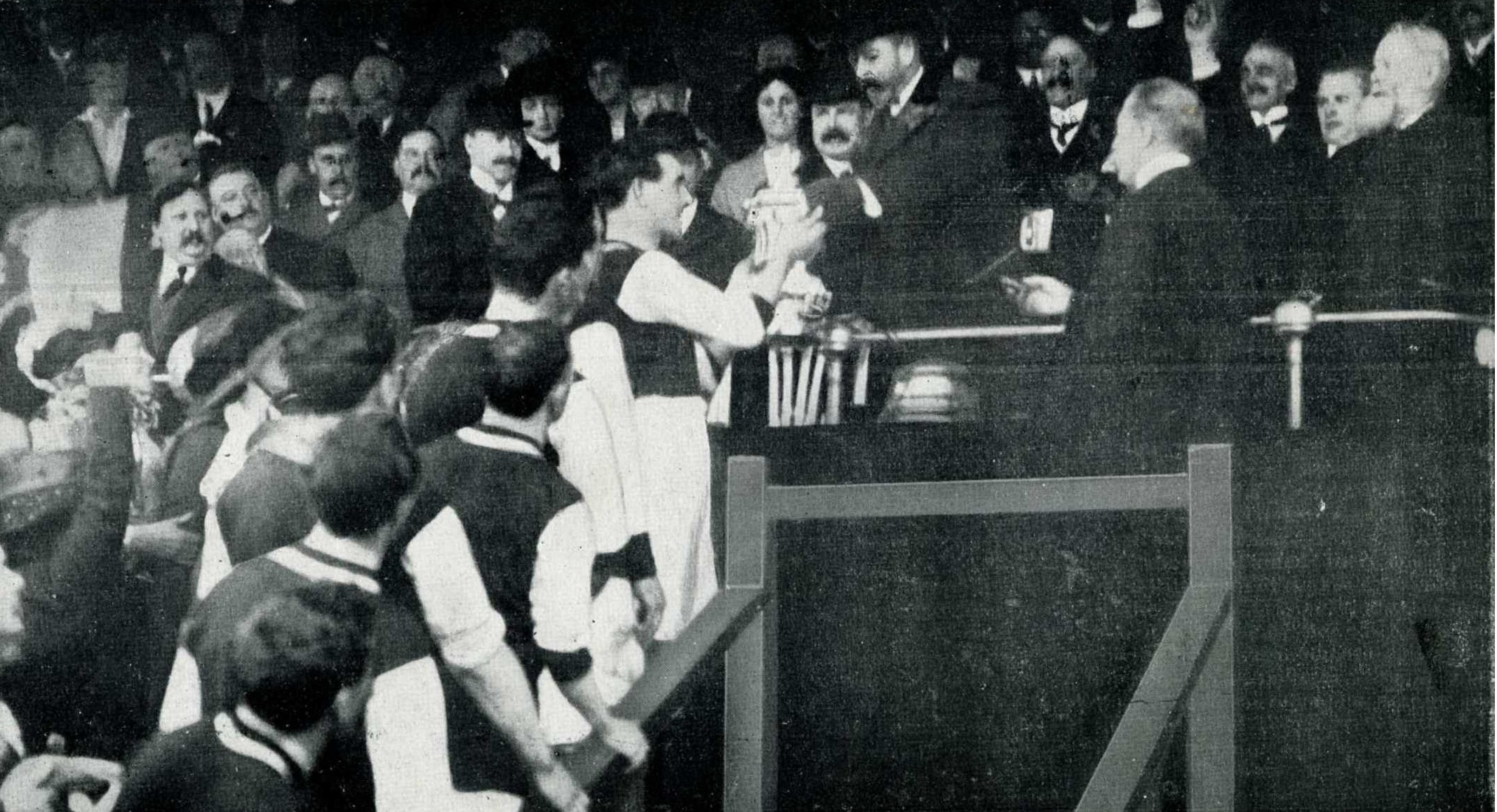
Vua George V trao Cúp FA cho Tommy Boyle của đội Burnley, tháng 4 năm 1914

Đội chiến thắng giải đấu sẽ nhận được Cúp FA. Cúp này chỉ được FA cho mượn cho câu lạc bộ; theo quy định hiện tại (mùa giải 2015-16), cúp phải được trả lại trước ngày 1 tháng 3, hoặc sớm hơn nếu được thông báo trước ít nhất bảy ngày. Theo truyền thống, đội vô địch sẽ giữ Cúp đến lễ trao giải vào năm sau, tuy nhiên gần đây, FA đã tổ chức các chương trình quảng cáo bằng việc đưa Cúp đi du lịch trước khi trận chung kết diễn ra.
Cúp FA gồm ba phần - chính là chén cúp, nắp và đế. Có hai mẫu thiết kế cúp đã được sử dụng, nhưng tổng cộng đã có năm chiếc cúp được trao tặng. Ban đầu, chiếc cúp gọi là "tượng nhỏ bằng thiếc", cao 18 inch và được làm bởi Martin, Hall & Co. Nó đã bị đánh cắp vào năm 1895 và không bao giờ tìm lại được, vì vậy nó đã được thay thế bằng một bản sao chính xác, được sử dụng đến năm 1910. Tuy nhiên, FA quyết định thay đổi thiết kế sau khi đội chiến thắng năm 1909, Manchester United, tự tạo một bản sao, khiến FA nhận ra họ không sở hữu bản quyền. Mẫu thiết kế mới lớn hơn này do Fattorini and Sons tạo ra và bắt đầu được sử dụng từ năm 1911. Từ năm 1992, để bảo quản chiếc cúp gốc này, một bản sao chính xác đã được sử dụng, tuy nhiên, sau hơn hai thập kỷ, bản sao này đã phải được thay thế vì bị hao mòn do tiếp xúc nhiều hơn so với các thời kỳ trước đây. Bản sao thứ ba này, được sử dụng lần đầu vào năm 2014, được làm nặng hơn để chịu được việc cầm nắm nhiều hơn. Trong số bốn chiếc cúp còn tồn tại, chỉ bản sao năm 1895 đã vào sở hữu tư nhân.
Tên của đội chiến thắng được khắc trên dải bạc quanh đế ngay khi trận chung kết kết thúc, để chuẩn bị cho lễ trao giải. Điều này có nghĩa là người khắc chỉ có năm phút để hoàn thành một công việc mà trong điều kiện bình thường sẽ mất 20 phút, tuy nhiên thời gian có thể được tiết kiệm bằng cách khắc năm mà trong suốt trận đấu và vẽ tên đội dự định sẽ chiến thắng. Trong trận chung kết, chiếc cúp được trang trí bằng những dải ruy băng theo màu sắc của cả hai đội, và dải ruy băng của đội thua sẽ được gỡ bỏ sau khi trận đấu kết thúc. Thói quen buộc dải ruy băng bắt đầu sau khi Tottenham Hotspur giành chiến thắng trong 1901 FA Cup Final và vợ của một người đứng đầu trong Spurs quyết định buộc những dải ruy băng màu xanh da trời và trắng lên tay cầm của cúp. Truyền thống tại các trận chung kết tại sân Wembley, lễ trao giải được tổ chức tại Hộp hoàng gia, với các cầu thủ, dẫn đầu bởi đội trưởng, đi lên bậc thang tới lối đi phía trước hộp và trở lại bằng một bậc thang thứ hai ở phía bên kia hộp. Tại sân Cardiff, lễ trao giải được tiến hành trên một bục trên sân.

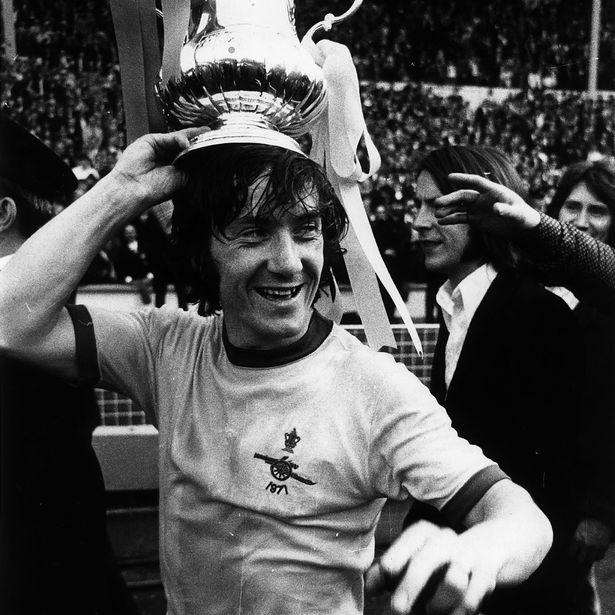
George Armstrong ăn mừng cùng cúp FA sau khi Arsenal giành chiến thắng trước Liverpool trong trận chung kết 1971.

Thói quen trao cúp ngay sau trận đấu không bắt đầu cho đến trận chung kết năm 1882. Sau trận chung kết đầu tiên vào năm 1872, chiếc cúp không được trao tặng cho đội chiến thắng là Wanderers cho đến một buổi tiệc tổ chức bốn tuần sau tại Nhà hàng Pall Mall ở London. Theo luật ban đầu, cúp sẽ được trao tặng vĩnh viễn cho câu lạc bộ nào giành chiến thắng ba lần trong giải đấu. Tuy nhiên, sau khi đội Wanderers giành chiến thắng ba lần sau trận chung kết năm 1876, luật đã được thay đổi bởi Thư ký FA CW Alcock (cũng là đội trưởng của Wanderers trong chiến thắng đầu tiên của họ).
Portsmouth có danh hiệu là câu lạc bộ bóng đá giữ cúp FA trong khoảng thời gian liên tục dài nhất - đến bảy năm. Portsmouth đã đánh bại Wolverhampton Wanderers 4–1 trong trận chung kết năm 1939 và được trao tặng cúp sau khi trở thành nhà vô địch Cúp FA mùa giải 1938–39. Nhưng khi xảy ra Thế chiến II vào tháng 9 năm 1939, giải đấu League bóng đá và Cúp FA cho mùa giải mùa giải 1939–40 bị hủy bỏ suốt thời kỳ chiến tranh. Được đồn rằng người quản lý Portsmouth, Jack Tinn, đã giữ cúp FA 'an toàn dưới gường của mình' trong suốt thời kỳ chiến tranh, nhưng điều này là một đồn thị thành. Bởi vì thành phố biển Portsmouth là mục tiêu quân sự chính cho các cuộc không kích của Luftwaffe Đức, cúp FA thực sự đã được mang đi mười dặm về phía bắc của Portsmouth, đến làng Hampshire gần đó có tên Lovedean, và ở đó, cúp đã ở trong một quán rượu nông thôn mái ngói tên The Bird in Hand suốt bảy năm của thời kỳ chiến tranh. Sau khi Thế chiến II kết thúc, cúp FA đã được câu lạc bộ trả lại cho Liên đoàn bóng đá để sẵn sàng cho trận chung kết 1946 FA Cup Final.

### Thiết kế ban đầu từ năm 1871

#### Bản gốc năm 1871
Chiếc cúp đầu tiên, được gọi là 'tượng nhỏ từ thiếc', được chế tạo bởi hãng Martin, Hall & Co với giá 20 bảng Anh. Tuy nhiên, nó đã bị đánh cắp khỏi cửa hàng giày ở Birmingham thuộc sở hữu của William Shillcock vào ngày 11 tháng 9 năm 1895 khi Aston Villa đang giữ cúp, và từ đó không còn thấy lại. Dù đã có phần thưởng 10 bảng Anh cho thông tin, nhưng tội ác này không bao giờ được phát hiện. Vì việc xảy ra khi cúp đang ở tại Aston Villa, FA đã phạt họ 25 bảng Anh để mua một chiếc cúp thay thế.
Hơn 60 năm sau, tội phạm chuyên nghiệp 80 tuổi là Henry (Harry) James Burge đã tuyên bố mình đã thực hiện vụ trộm này và thú nhận cho một tờ báo. Câu chuyện này đã được đăng trên tờ báo Sunday Pictorial vào ngày 23 tháng 2 năm 1958. Ông tuyên bố rằng mình đã thực hiện vụ cướp này cùng với hai người đồng đội khác. Tuy nhiên, khi có những không trùng khớp với bản báo cáo đồng thời trên tờ báo Birmingham Post (vụ án xảy ra trước khi có bản báo cáo cảnh sát) về cách thức xâm nhập và những vật phẩm khác bị mất, các thám tử quyết định không có khả năng kết tội thực tế và vụ án được đóng lại. Burge tuyên bố rằng chiếc cúp đã được nấu chảy để làm những đồng tiền giả half-crown, điều này phù hợp với thông tin tình báo của thời đại, khi bạc bị đánh cắp được sử dụng để tạo ra đồng tiền giả sau đó được rửa tiền thông qua các cửa hàng cá cược tại sân đua địa phương. Tuy nhiên, Burge không có lịch sử về làm giả mạo trong 42 vụ kết án trước đó, trong đó ông đã phải bỏ tù 42 năm. Ông cũng từng bị giam từ năm 1957 đến năm 1961 vì tội trộm xe. Ông được thả ra vào năm 1961 và qua đời vào năm 1964.

#### Bản sao năm 1895

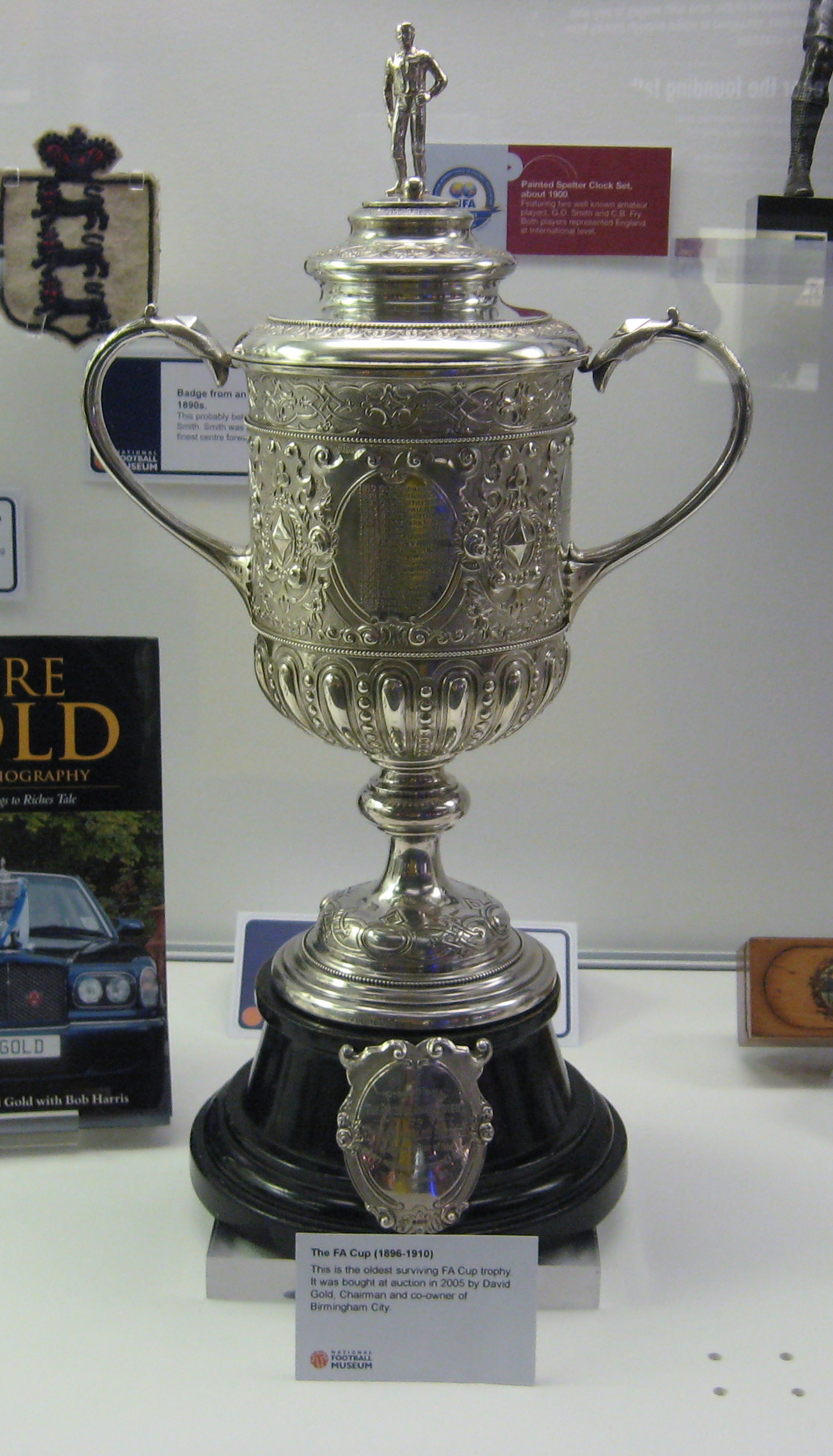
Hình ảnh chiếc cúp FA thứ hai, được sử dụng từ năm 1896 đến 1910

Sau vụ trộm, một bản sao của chiếc cúp được tạo ra và được sử dụng cho đến khi một thiết kế mới cho cúp được thực hiện vào năm 1911. Bản sao năm 1895 sau đó được trao tặng cho chủ tịch lâu năm của FA là Lord Kinnaird. Lord Kinnaird qua đời vào năm 1923, và gia đình ông đã giữ cúp trong tay họ, ngoài tầm nhìn, cho đến khi họ quyết định đưa nó lên sàn đấu giá vào năm 2005. Nó đã được bán tại nhà đấu giá Christie's vào ngày 19 tháng 5 năm 2005 với giá £420.000 (478.400 bảng Anh bao gồm phí đấu giá và thuế). Mức giá bán này đã lập kỷ lục thế giới mới cho một món đồ kỷ niệm bóng đá, vượt qua con số £254.000 đã trả cho Cúp World Cup Jules Rimet vào năm 1997. Người chiến thắng đấu giá là David Gold, chủ tịch kiêm đồng chủ tịch của Birmingham City; ông cho rằng FA và chính phủ không đều đang làm gì đó để đảm bảo chiếc cúp được giữ lại trong nước, vì vậy ông quyết định mua lại để bảo vệ cho quốc gia. Vì vậy, Gold đã trao tặng chiếc cúp cho National Football Museum tại Preston vào ngày 20 tháng 4 năm 2006, nơi nó được trưng bày ngay lập tức cho công chúng thấy. Sau đó, cùng với bảo tàng, nó đã được chuyển đến vị trí mới tại Manchester. Vào tháng 11 năm 2012, cúp đã được trao tặng một cách trang trọng cho Royal Engineers, sau khi họ đánh bại Wanderers 7–1 trong trận đá lại từ thiện của trận chung kết FA Cup đầu tiên. Vào tháng 9 năm 2020, Gold đã bán lại bản sao của chiếc cúp với giá 760.000 bảng Anh qua nhà đấu giá Bonhams. Vào tháng 1 năm 2021, đã được tiết lộ rằng chiếc cúp đã được mua lại bởi Sheikh Mansour bin Zayed Al Nahyan, chủ sở hữu của Manchester City, người tuyên bố rằng cúp sẽ được trả lại Bảo tàng Bóng đá Quốc gia như một món vay.

#### Ban đầu năm 1911
Thiết kế lại của chiếc cúp, lần đầu sử dụng vào năm 1911, lớn hơn với chiều cao 61,5 cm (24,2 inch), được thiết kế và sản xuất bởi Fattorini & Sons ở Bradford, và ngẫu nhiên đã được giành bởi Bradford City trong lần ra mắt đầu tiên.
Trong tập phát sóng ngày 27 tháng 3 năm 2016 của chương trình truyền hình của BBC Antiques Roadshow, chiếc cúp này được định giá 1 triệu bảng Anh bởi chuyên gia Alastair Dickenson, tuy nhiên ông đề xuất rằng do thiết kế với hình ảnh của nho và cây nho, có thể nó không được tạo ra đặc biệt cho FA, mà thay vào đó là một thiết kế có sẵn ban đầu dùng để làm một thùng đựng rượu vang hoặc sâm panh. Điều này đã bị bác bỏ sau đó khi Thomas Fattorini được mời đến Antiques Roadshow để "ám sát" Alastair Dickenson với thiết kế chiến thắng của Fattorini & Sons. Chương trình đã được quay tại Baddesley Clinton và phát sóng vào ngày 23 tháng 10 năm 2016.
Một bản sao nhỏ hơn nhưng hoàn toàn giống nhau cũng được tạo ra bởi công ty Thomas Fattorini, là cúp FA North Wales Coast, và được tranh đấu hàng năm bởi các thành viên của Hiệp hội khu vực đó.

#### Bản sao năm 1992
Bản sao của năm 1992 được sản xuất bởi hãng Toye, Kenning and Spencer. Họ đã tạo ra một bản sao khác của chiếc cúp này, để phòng tránh bất kỳ sự cố nào có thể xảy ra với chiếc cúp chính.

#### Bản sao năm 2014
Bản sao năm 2014 được tạo ra bởi Thomas Lyte, được làm thủ công từ bạc sterling 925 trong hơn 250 giờ. Họ đã tăng trọng lượng để làm cho cúp bền hơn, nó hiện nặng khoảng 6,3 kilôgam (14 lb).

## Thống kê
| Câu lạc bộ              | Số lần vô địch | Lần cuối vô địch | Số lần á quân | Lần cuối á quân |
| ----------------------- | -------------- | ---------------- | ------------- | --------------- |
| Arsenal                 | 14             | 2020             | 7             | 2001            |
| Manchester United       | 13             | 2024             | 9             | 2023            |
| Chelsea                 | 8              | 2018             | 8             | 2022            |
| Liverpool F.C.          | 8              | 2022             | 7             | 2012            |
| Tottenham Hotspur       | 8              | 1991             | 1             | 1987            |
| Manchester City         | 7              | 2023             | 7             | 2025            |
| Aston Villa             | 7              | 1957             | 4             | 2015            |
| Newcastle United        | 6              | 1955             | 7             | 1999            |
| Blackburn Rovers        | 6              | 1928             | 2             | 1960            |
| Wanderers               | 6              | 1878             | 0             |                 |
| Everton                 | 5              | 1995             | 8             | 2009            |
| West Bromwich Albion    | 5              | 1968             | 5             | 1935            |
| Wolverhampton Wanderers | 4              | 1960             | 4             | 1939            |
| Bolton Wanderers        | 4              | 1958             | 3             | 1953            |
| Sheffield United        | 4              | 1925             | 2             | 1936            |
| Sheffield Wednesday     | 3              | 1935             | 3             | 1993            |
| West Ham United         | 3              | 1980             | 2             | 2006            |
| Preston North End       | 2              | 1938             | 5             | 1964            |
| Old Etonians            | 2              | 1882             | 4             | 1883            |
| Portsmouth              | 2              | 2008             | 3             | 2010            |
| Sunderland              | 2              | 1973             | 2             | 1992            |
| Nottingham Forest       | 2              | 1959             | 1             | 1991            |
| Bury                    | 2              | 1903             | 0             |                 |
| Huddersfield Town       | 1              | 1922             | 4             | 1938            |
| Leicester City          | 1              | 2021             | 4             | 1969            |
| Southampton             | 1              | 1976             | 3             | 2003            |
| Leeds United            | 1              | 1972             | 3             | 1973            |
| Derby County            | 1              | 1946             | 3             | 1903            |
| Royal Engineers         | 1              | 1875             | 3             | 1878            |
| Oxford University       | 1              | 1874             | 3             | 1880            |
| Blackpool               | 1              | 1953             | 2             | 1951            |
| Burnley                 | 1              | 1914             | 2             | 1962            |
| Cardiff City            | 1              | 1927             | 2             | 2008            |
| Crystal Palace          | 1              | 2025             | 2             | 2016            |
| Charlton Athletic       | 1              | 1947             | 1             | 1946            |
| Barnsley                | 1              | 1912             | 1             | 1910            |
| Notts County            | 1              | 1894             | 1             | 1891            |
| Clapham Rovers          | 1              | 1880             | 1             | 1879            |
| Wigan Athletic          | 1              | 2013             | 0             |                 |
| Wimbledon               | 1              | 1988             | 0             |                 |
| Coventry City           | 1              | 1987             | 0             |                 |
| Ipswich Town            | 1              | 1978             | 0             |                 |
| Bradford City           | 1              | 1911             | 0             |                 |
| Blackburn Olympic       | 1              | 1883             | 0             |                 |
| Old Carthusians         | 1              | 1881             | 0             |                 |
| Watford                 | 0              | 0                | 2             | 2019            |
| Birmingham City         | 0              | 0                | 2             | 1956            |
| Queen's Park            | 0              | 0                | 2             | 1885            |
| Hull City               | 0              | 0                | 1             | 2014            |
| Stoke City              | 0              | 0                | 1             | 2011            |
| Millwall                | 0              | 0                | 1             | 2004            |
| Middlesbrough           | 0              | 0                | 1             | 1997            |
| Brighton & Hove Albion  | 0              | 0                | 1             | 1983            |
| Queens Park Rangers     | 0              | 0                | 1             | 1982            |
| Fulham                  | 0              | 0                | 1             | 1975            |
| Luton Town              | 0              | 0                | 1             | 1959            |
| Bristol City            | 0              | 0                | 1             | 1909            |

## Nhà tài trợ
Kể từ mùa giải 1994–95, Cúp FA đã được tài trợ. Tuy nhiên, để bảo vệ sự uy tín của giải đấu, tên giải đấu luôn bao gồm 'FA Cup' bên cạnh tên của nhà tài trợ.
| Số mùa giải         | Nhà tài trợ          | Tên giải đấu                                                              |
| ------------------- | -------------------- | ------------------------------------------------------------------------- |
| 1871–72 đến 1993–94 | Không có nhà tài trợ | The FA Cup                                                                |
| 1994–95 đến 1997–98 | Littlewoods          | The FA Cup sponsored by Littlewoods                                       |
| 1998–99 đến 2001–02 | AXA                  | The AXA sponsored FA Cup(1998–99) The FA Cup sponsored by AXA (1999–2002) |
| 2002–03 đến 2005–06 | Không có nhà tài trợ | The FA Cup                                                                |
| 2006–07 đến 2010–11 | E.ON                 | The FA Cup sponsored by E.ON                                              |
| 2011–12 đến 2013–14 | Budweiser            | The FA Cup with Budweiser                                                 |
| 2014–15             | Không có nhà tài trợ | The FA Cup                                                                |
| 2015–16 đến nay     | Emirates             | The Emirates FA Cup                                                       |

Từ năm 2006 đến 2013, Umbro cung cấp bóng cho tất cả các trận đấu tại Cúp FA. Đến mùa giải 2013–14 được thay thế bởi Nike, hãng này đã sản xuất bóng thi đấu chính thức của giải đấu trong năm mùa giải. Mitre  tiếp quản mùa giải 2018–19, bắt đầu hợp tác sản xuất bóng thi đấu trong 3 năm với FA.